# Cratere Jaantje
Jaantje  è un cratere sulla superficie di Venere.